# Mizuho Inada
Mizuho Inada is een fictief persoon uit de film Battle Royale. Het personage wordt gespeeld door actrice Tsuyako Kinoshita.

## Voor Battle Royale
Mizuho is een derdeklasser van het fictieve Shiroiwa Junior High School. Ze was een goede vriend van Kaori Minami. Ze had op school een grote fantasie, waarin ze Prexia Dikianne Mizuho was, onderdaan van de God van het licht, Ahura Mazda. Ze geloofde dat een waarzegster boodschappen van Ahura aan haar doorgaf.

## Battle Royale
Mizuho wist erg lang te overleven en kwam na een tijd in verwarring met het echte leven op het eiland en haar fantasie. Ze dacht dat iedereen werd vermoord door demonen. Ze was er bij toen Kazuo Kiriyama Mitsuko Souma vermoordde. Ze geloofde dat Ahura wilde dat ze Kazuo vermoordde en sloop op hem af met haar wapen: Een zwaard met scherpe punten aan beide uiteinden. Kazuo merkte haar echter op en schoot haar neer. Ze stierf meteen.
In het boek komt ze in gevecht met Kaori Minami door wie ze wordt neergestoken, maar zij steekt op haar beurt ook Minami neer, waarna beiden sterven.